# Veleka Ridge
Veleka Ridge är en bergstopp i Antarktis. Den ligger i Sydshetlandsöarna. Argentina, Chile och Storbritannien gör anspråk på området. Toppen på Veleka Ridge är 111 meter över havet.
Terrängen runt Veleka Ridge är varierad. Havet är nära Veleka Ridge åt sydväst. Trakten är glest befolkad. Närmaste befolkade plats är St. Kliment Ohridski Base, 12,2 kilometer norr om Veleka Ridge. 